# 古罗 (勃兰登堡州)
古罗（德語：Guhrow）是德国勃兰登堡州的市镇，隶属于施普雷-奈瑟县，总面积为6.68平方千米，截至2023年12月31日总人口为517人。